# 武汉保利广场
武汉保利广场（英語：Wuhan Poly Plaza），曾称为武汉保利文化广场，位於武汉市武昌区中南路与民主路交汇处，洪山广场的西侧，与洪山体育馆隔街相望。主建筑地上高度至楼顶221米，无天线，总建筑面积14.9万平方米，是一座具有开放式公共空间的综合商业广场。

## 概况
保利广场地处湖北省行政文化中心，距离湖北省政府、中共湖北省委、湖北人大、湖北政协、中国人民银行武汉分行、武汉铁路局等行政机构仅数分钟车程甚至步行距离。由中国保利集团投资，中建三局承建，2009年2月开建，2012年建成。保利广场由美国SOM公司设计，总建筑面积14万平方米，主楼（A座）46层，副楼（B座）20层，于空中连体，造型似一把椅子。其中主楼地上1至5层为商业区，6、7层为餐饮区，8层为影院层。
香港特别行政区政府驻武汉经济贸易办事处曾设于A座18层，后转入长期办公地址汉口新世界国贸大厦。

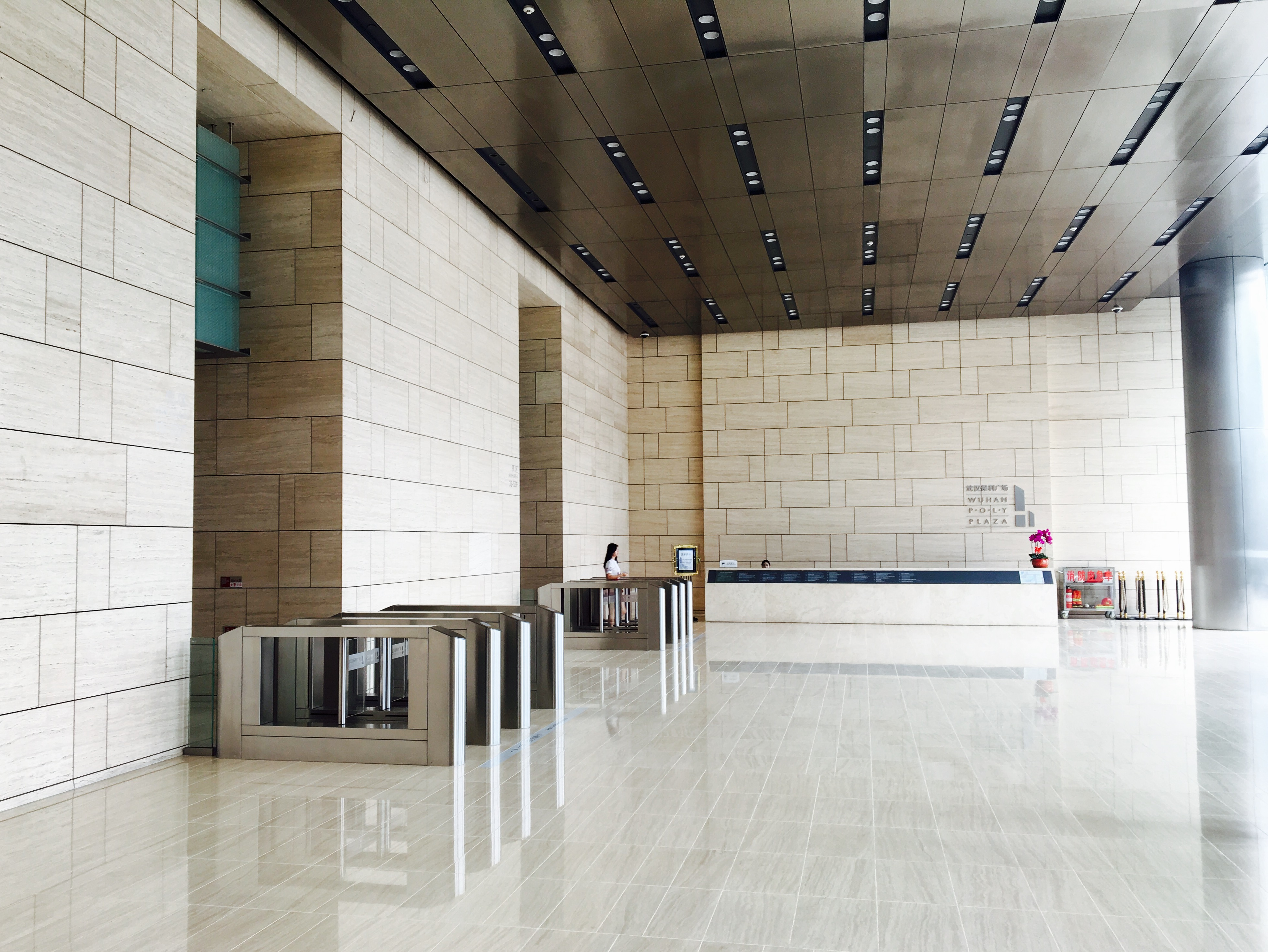
写字楼一楼大堂入口

## 公共交通
- 武汉地铁2号线/4号线：洪山广场站

## 外部連結
- 武漢保利廣場官方網頁 （页面存档备份，存于）